# Маттіас Заммер
Маттіас Заммер (нім. Matthias Sammer, нар. 5 вересня 1967, Дрезден) — німецький футболіст, ліберо. Найкращий футболіст Європи 1996 року. По завершенні ігрової кар'єри — футбольний тренер.
Як гравець насамперед відомий виступами за клуби «Штутгарт», «Інтернаціонале» та «Боруссія» (Дортмунд).
Триразовий чемпіон Німеччини. Дворазовий володар Суперкубка Німеччини. Переможець Ліги чемпіонів УЄФА. Володар Міжконтинентального кубка. Чемпіон Німеччини (як тренер). У складі збірної — чемпіон Європи.

## Ігрова кар'єра
У дорослому футболі дебютував 1985 року виступами за команду клубу «Динамо» (Дрезден), в якій провів п'ять сезонів, взявши участь у 102 матчах чемпіонату. З 1986 року залучався до складу національної збірної НДР, за яку провів 23 гри, відзначившись 6 забитими голами.
Після возз'єднання Німеччини у 1990 провідні східнонімецькі футболісти почали отримувати запрошення продовжити кар'єру у складі команд із західних земель возз'єднаної країни. Зокрема, Заммером зацікавилися представники тренерського штабу клубу «Штутгарт», до складу якого він приєднався 1990 року. Відіграв за штутгартський клуб наступні два сезони своєї ігрової кар'єри. Більшість часу, проведеного у складі «Штутгарта», був основним гравцем команди. За цей час виборов титул чемпіона Німеччини. Виступаючи за «Штутгарт», став одним з перших східнонімецьких футболістів, залучених до складу збірної об'єднаної Німеччини, дебютував у цій команді вже 1990 року.
У 1992 році уклав контракт з італійським клубом «Інтернаціонале», у складі якого провів наступний рік своєї кар'єри гравця.
У 1993 році, провівши в Італії лише 11 матчів, перейшов до клубу «Боруссія» (Дортмунд), за який відіграв 5 сезонів. Граючи у складі «Боруссії» також здебільшого виходив на поле в основному складі команди. За цей час додав до переліку своїх трофеїв ще два титули чемпіона Німеччини, ставав володарем Суперкубка Німеччини (також двічі), переможцем Ліги чемпіонів УЄФА, володарем Міжконтинентального кубка. Завершив професійну кар'єру футболіста виступами за команду «Боруссія» (Дортмунд) у 1998 році.

## Кар'єра тренера
Розпочав тренерську кар'єру невдовзі по завершенні кар'єри гравця, 2000 року, очоливши тренерський штаб клубу «Боруссія» (Дортмунд).
Наразі останнім місцем тренерської роботи був клуб «Штутгарт», команду якого Маттіас Заммер очолював як головний тренер до 2005 року.

## Титули і досягнення

### Як гравця
- Чемпіон Східної Німеччини (2):

«Динамо» (Дрезден): 1988–89, 1989–90
- Володар Кубка НДР (1):

«Динамо» (Дрезден): 1989–90
- Чемпіон Німеччини (3):

«Штутгарт»:  1991–92
«Боруссія» (Дортмунд):  1994–95, 1995–96
- Володар Суперкубка Німеччини (2):

«Боруссія» (Дортмунд):  1995, 1996
- Переможець Ліги чемпіонів УЄФА (1):

«Боруссія» (Дортмунд):  1996–97
- Володар Міжконтинентального кубка (1):

«Боруссія» (Дортмунд):  1997
Збірні
- Чемпіон Європи: 1996
- Віце-чемпіон Європи: 1992
- Чемпіон Європи (U-18): 1986

### Як тренера
- Чемпіон Німеччини (1):

«Боруссія» (Дортмунд):  2001–02

### Особисті
- Футболіст року в Німеччині: 1995, 1996
- Володар Золотого м'яча: 1996

## Цікаві факти
- Батько Матіаса, Клаус Заммер, також був професійним футболістом і в 1970—1973 роках зіграв 17 матчів у складі збірної НДР.
- Матіас Заммер став автором останніх забитих м'ячів в історії збірної НДР:
  - 12 вересня 1990 року. Брюссель. ТМ. Бельгія — НДР (0:2). Заммер,  74',  89'
- Маттіас Заммер став наймолодшим тренером в Бундеслізі, коли очолив дортмундську «Боруссію» в 32 роки (2000 рік) і привів її до чемпіонства в 34 роки (2002 рік).